# Leo Gottlieb
Leo « Ace » Gottlieb est un joueur américain de basket-ball, né le 28 novembre 1920 à New York, et mort le 16 août 1972. Il évolue d'abord avec les Sphas de Philadelphie, avec qui il remporte le titre de l'American Basketball League (ABL) en 1940. Après avoir transité par plusieurs formations en ABL, il joue deux saisons durant avec les Knicks de New York, équipe de la Basketball Association of America (BAA), ancêtre de la National Basketball Association (NBA).